# Нижњаја Кама
Нижњаја Кама (рус. Нижняя Кама (на енглеском Lower Kama) је национални парк у централној Русији, у Татарстану. Основан је 20. априла 1991. године како би се заштитиле четинарске (најчешће борове) шуме на обалама реке Каме.

## Локација и географија
Парк је подељен на три кластера. Два од њих - Мали Бор и Танајавскаја Дача – налазе се у близини града Јелабуга, на десној обали Каме, а трећи, Болшој Бор, налази се на полуострву на левој обали Каме, изнад града Набережније Челни. У подручју парка, на реци Ками изграђено је Нижњекамско вештачко језеро. Десна обала реке је висока, са равницама. Река Тојма је највећа притока Каме на територији парка. Лева обала Каме је равна.
- Мали Бор
- Пумпа у Нижњаја Ками
- Нижњаја Кама Јелабуга

## Фауна
Велики сисари насељавају парк, као што су: лос, срна, дивља свиња, рис, јазавац, европски дабар, и ракунолики пас. Постоји неколико врста слепих мишева, од којих су неке ретке. У парку живи преко 190 врста птица, 6 врста гмизаваца, 10 врста водоземаца и 16 врста риба.

## Флора
Подручје око Нижњекамског језера је углавном прекривено шумом. Шума је такође присутна и далеко од обала, као изоловани кластер. Од дрвећа најчешћи су: бор (65,4% површине шума), бреза (19%), и јасика (6%). Some of the forest was planted.